# عباس ترابیان
عباس ترابیان (زاده ۲۱ دی ۱۳۳۰ در تهران)، سرپرست سابق تیم ملی فوتبال ایران، سرپرست سابق کمیته روابط بین‌الملل فدراسیون فوتبال ایران و رئیس پیشین کمیته فنی و توسعه فوتبال ایران است.
وی به دلیل آن چه تخلفات مالی عنوان شده بود، به همراه علی کفاشیان از سوی کمیتۀ اخلاق فدراسیون فوتبال ایران به مدت ۵ سال از هرگونه فعالیت فوتبالی محروم شدند.

## فهرست منابع
1. ↑  «ترابیان: فدراسیون نمی‌خواست برای تورنمنت تبریز یک ریال هزینه کند». خبرگزاری مهر | اخبار ایران و جهان | Mehr News Agency. ۲۰۱۸-۰۹-۲۹. دریافت‌شده در ۲۰۲۰-۰۶-۱۶.
2. ↑  1603 (۲۰۱۹-۰۶-۲۶). «کفاشیان و ترابیان ۵ سال از فعالیت های فوتبالی محروم شدند». ایرنا. دریافت‌شده در ۲۰۲۰-۰۶-۱۶.
3. ↑  «محرومیت ۵ ساله کفاشیان و ترابیان». www.varzesh3.com. دریافت‌شده در ۲۰۲۰-۰۶-۱۶.
4. ↑  «دفاعیه مشترک کفاشیان و ترایبان در مورد پرونده ام پی سیلوا». www.varzesh3.com. دریافت‌شده در ۲۰۲۰-۰۶-۱۶.
5. ↑  «آخرین وضعیت پول‌های گم شده در فدراسیون/ تشکیل پرونده برای فوتبال». خبرگزاری مهر | اخبار ایران و جهان | Mehr News Agency. ۲۰۲۰-۰۱-۱۱. دریافت‌شده در ۲۰۲۰-۰۶-۱۶.
6. ↑  «چرا علی کفاشیان و عباس ترابیان محکوم شدند؟». ایسنا. ۲۰۱۹-۰۶-۲۹. دریافت‌شده در ۲۰۲۰-۰۶-۱۶.